# Rodnande lutvaxskivling
Rodnande lutvaxskivling (Hygrocybe ingrata) är en svampart som beskrevs av J.P. Jensen & F.H. Møller 1945. Rodnande lutvaxskivling ingår i släktet Hygrocybe och familjen Hygrophoraceae.  Arten är reproducerande i Sverige. Inga underarter finns listade i Catalogue of Life.